# Baixio
Baixio es un municipio brasilero del estado del Ceará. Se localiza en la microrregión de Lavras de la Mangabeira, mesorregión del Centro-sur Cearense. Ocupa una superficie de 142 km². Su población estimada en 2007 era de aproximadamente 6.000 habitantes.

## Etimología
El topónimo Baixio viene del Portugués y fue dado a este municipio debido a los accidentes geográficos de la región. Su denominación original era Baixio, después Umari, Ipaumirim y desde 1932, Baixio.

## Historia
Localizado en la región donde antes habitaban los indios Kariri, este surge como núcleo urbano a partir de una hacienda de ganado y con la apertura del ramal de la Paraíba de la Red de Tráfico Cearense en el siglo XX, este se consolida como centro urbano

## Política
La administración municipal se localiza en la sede: Baixio.

## Subdivisión
El municipio tiene posee 1 (un) distrito: Jurema.

## Geografía

### Clima
Tropical caliente semiárido con un promedio de lluvias media de 773,3 mm con lluvias concentradas de enero a abril.

### Hidrografía y recursos hídricos
Las principales fuentes de agua son: riachos Caio Prado y Pendência, afluentes del Río Salgado.

### Relieve y suelos
Situado entre la sierra de la Varge Gran y la sierra de la Bertioga, posee dos tipos principales de suelo: latosol y sedimentario. La principal elevación es la sierra de las Pombas.

### Vegetación
La vegetación es bastante diversificada, mostrando territorios de cerrado, caatinga (tipo predominante).

## Economía
Agricultura: algodón arbóreo, herbáceo, banana, arroz , maíz y frijol. Ganadería: bovino, porcino y avícola.